# Championnat des Bermudes de football 2010-2011
Navigation
Saison précédente Saison suivante
La saison 2010-2011 du Championnat des Bermudes de football est la quarante-huitième édition de la Premier Division, le championnat de première division aux Bermudes. Les dix formations de l'élite sont réunies au sein d'une poule unique où elles s'affrontent deux fois au cours de la saison. À l'issue du championnat, les deux derniers du classement sont relégués et remplacés par les deux meilleurs clubs de First Division.
C'est le North Village Community Club qui remporte la compétition cette saison après avoir terminé en tête du classement final, avec un seul point d'avance sur les PHC Zebras et cinq sur le tenant du titre, Dandy Town Hornets. Il s’agit du huitième titre de champion des Bermudes de l'histoire du club.
Le champion se qualifie pour la CFU Club Championship 2012.

## Les clubs participants
- Boulevard Blazers
- Dandy Town Hornets
- Devonshire Colts
- North Village Community Club
- Devonshire Cougars
- PHC Zebras
- Southampton Rangers
- Somerset Eagles FC
- St David's Warriors - Promu de First Division
- St George's Colts - Promu de First Division

## Compétition
Le barème de points servant à établir le classement se décompose ainsi :
- Victoire : 3 points
- Match nul : 1 point
- Défaite : 0 point

### Classement
| Rang | Équipe                       | Pts | J  | G  | N | P  | Bp | Bc | Diff |
| ---- | ---------------------------- | --- | -- | -- | - | -- | -- | -- | ---- |
| 1    | North Village Community Club | 41  | 18 | 13 | 2 | 3  | 48 | 17 | +31  |
| 2    | PHC Zebras                   | 40  | 18 | 13 | 1 | 4  | 37 | 25 | +12  |
| 3    | Dandy Town HornetsT          | 36  | 18 | 11 | 3 | 4  | 38 | 26 | +12  |
| 4    | Devonshire CougarsC          | 33  | 18 | 10 | 3 | 5  | 46 | 23 | +23  |
| 5    | St George's ColtsP           | 26  | 18 | 7  | 5 | 6  | 30 | 21 | +9   |
| 6    | Southampton Rangers          | 21  | 18 | 7  | 0 | 11 | 24 | 30 | -6   |
| 7    | Boulevard Blazers            | 20  | 18 | 5  | 5 | 8  | 27 | 37 | -10  |
| 8    | St David's WarriorsP         | 18  | 18 | 6  | 0 | 12 | 23 | 49 | -26  |
| 9    | Somerset Eagles FC           | 16  | 18 | 4  | 4 | 10 | 30 | 40 | -10  |
| 10   | Devonshire Colts             | 6   | 18 | 1  | 3 | 14 | 15 | 50 | -35  |

|  | Qualification pour la CFU Club Championship 2012                                       |
|  | Relégation en First Division                                                           |
|  | T : Tenant du titre C : Vainqueur de la Coupe des Bermudes P : Promu de First Division |

### Matchs
| Résultats (▼dom., ►ext.)     | BOU | DAN | COL | COU | NOR | PHC | STD | STG | SOE | SOU |
| Boulevard Blazers            |     | 1-1 | 4-4 | 1-2 | 1-2 | 0-4 | 2-3 | 2-1 | 2-3 | 2-1 |
| Dandy Town Hornets           | 2-2 |     | 1-0 | 0-3 | 2-1 | 2-0 | 3-0 | 3-1 | 3-3 | 1-4 |
| Devonshire Colts             | 0-3 | 1-3 |     | 0-5 | 0-0 | 0-3 | 0-2 | 1-1 | 0-2 | 0-3 |
| Devonshire Cougars           | 1-1 | 3-0 | 2-3 |     | 0-1 | 3-0 | 7-1 | 1-3 | 3-1 | 3-1 |
| North Village Community Club | 3-0 | 1-2 | 4-2 | 4-2 |     | 7-1 | 7-0 | 1-1 | 3-0 | 2-0 |
| PHC Zebras                   | 4-1 | 2-1 | 4-1 | 2-1 | 2-1 |     | 2-1 | 1-3 | 2-0 | 2-0 |
| St David's Warriors          | 5-1 | 1-2 | 2-1 | 2-4 | 1-3 | 0-2 |     | 0-3 | 2-1 | 2-0 |
| St George's Colts            | 1-1 | 1-4 | 4-1 | 1-1 | 0-1 | 0-1 | 4-0 |     | 3-0 | 1-0 |
| Somerset Eagles              | 0-1 | 1-5 | 6-1 | 1-1 | 3-4 | 2-2 | 3-1 | 2-2 |     | 1-3 |
| Southampton Rangers          | 0-2 | 1-3 | 1-0 | 1-4 | 0-3 | 2-3 | 4-0 | 1-0 | 2-1 |     |

## Bilan de la saison
| Championnat des Bermudes de football 2010-2011 |                                         |
| Champion                                       | North Village Community Club (8e titre) |
| Coupes et trophées                             |                                         |
| Vainqueur de la Coupe des Bermudes 2010-2011   | Devonshire Cougars                      |
| Qualifications continentales                   |                                         |
| CFU Club Championship 2012                     | North Village Community Club            |
| Promotions et relégations                      |                                         |
| Promus en Premier Division                     | Somerset Cricket Club Trojans           |
| Promus en Premier Division                     | Robin Hood FC                           |
| Relégués en First Division                     | Somerset Eagles FC                      |
| Relégués en First Division                     | Devonshire Colts                        |